# Bruno Hermanny
Bruno de Otero Hermanny (São Paulo-SP, 26 de dezembro de 1932; Rio de Janeiro, 20 de fevereiro de 1992) foi um mergulhador de caça e desportista brasileiro, sendo, até hoje, o único brasileiro bicampeão mundial de pesca subaquática na categoria individual.
Em sua homenagem, foi criado o Torneio Bruno Hermanny de Caça Submarina, que é sediado anualmente pelo Iate Clube do Rio de Janeiro.

## Biografia
Criado na capital paulista, teve o primeiro contato com as piscinas no Clube Germânia, atual Esporte Clube Pinheiros. Aos 6 anos de idade, mudou, junto com seus pais, para o Rio de Janeiro, onde passou a dedicar-se aos esportes aquáticos.
Levado ao Fluminense Futebol Clube para um teste de natação, lá permaneceu alguns anos treinando e competindo em provas de velocidade, tendo integrado equipes campeãs de nível Estadual, Nacional e Sulamericano (1954), em companhia, entre outros, de João Gonçalves, Aran Boghossian e Tetsujo Okamoto.
Quando completou 18 anos, alistou-se no serviço militar. Servindo ao exército, foi convocado para dois Campeonatos Mundiais de Pentatlo Moderno, destacando-se nas provas de natação e equitação.
Foi na pesca subaquática, no entanto, que mais êxito alcançou. Venceu campeonatos Estaduais, Nacionais e em duas ocasiões foi medalha de ouro em Mundiais: no de 1960, na Itália, e no de 1963, no Rio de Janeiro. A primeira conquista do mundial, em 1960, lhe rendeu uma capa na edição de 14 janeiro de 1961 da revista "Cruzeiro", ao lado de Pelé, Éder Jofre e de Maria Esther Bueno. A matéria fazia uma projeção da carreira dos quatro atletas e comentava as conquistas do ano anterior.
Além da pesca submarina, ele se destacava também em outros esportes. Em 1953, por exemplo, ele bateu o recorde mundial do Pentatlo Moderno, competindo pelo Fluminense.

## Lições externas
- Mundodeportivo
- Reportagem no jornal "Correio da Manhã" de 27/10/1963